# Mostostal Płock
Mostostal Płock SA – polskie przedsiębiorstwo budowlane z siedzibą w Płocku, notowane na Giełdzie Papierów Wartościowych w Warszawie. Specjalizuje się w budowie i montażu instalacji, konstrukcji i zbiorników przemysłowych.

## Struktura
Podmiotem dominującym wobec Mostostalu Płock SA jest spółka Mostostal Warszawa. Mostostal Płock ma połowę udziałów w spółce Centromost SA, powstałej na bazie majątku dawnej Płockiej Stoczni Rzecznej.

## Działalność
Przedsiębiorstwo prowadzi działalność w następujących obszarach:
- budowa i montaż instalacji przemysłowych dla przemysłu: chemicznego, petrochemicznego, drzewnego, metalowego, maszynowego, energetycznego oraz dla cukrowni i cementowni[2];
- produkcja konstrukcji stalowych i ich elementów[3];
- budowa zbiorników magazynowych[4];
- budowa stalowych jednostek pływających[5].

Ponadto spółka świadczy usługi obejmujące:
- zaopatrzenie budów w sprzęt montażowy oraz jego wynajem[6];
- szkolenie i egzaminowanie spawaczy[7];
- badania laboratoryjne[8].

## Historia
Spółka powstała w wyniku przekształceń własnościowych Płockiego Przedsiębiorstwa Konstrukcji Stalowych i Urządzeń Przemysłowych. W 1988 Mostostal Płock wraz ze spółką Centromor SA zawiązał spółkę Centromost SA, która nabyła majątek Płockiej Stoczni Rzecznej. 15 września 1998 akcje Mostostalu Płock po raz pierwszy były notowane na Giełdzie Papierów Wartościowych w Warszawie.

## Akcjonariat
Według danych z maja 2008 największymi akcjonariuszami spółki są:
- Mostostal Warszawa SA – 48,66% akcji i 52,20% głosów na WZA;
- ING Nationale-Nederlanden Polska OFE – 7,20% akcji i 6,08% głosów;
- AIG Towarzystwo Funduszy Inwestycyjnych S.A. – 6,03% akcji i 5,09% głosów.

Pozostali posiadają 38,11% akcji i 36,63% głosów na WZA.